# Emmanuel Sarki
Emmanuel Sarki (Kaduna, 26 december 1987) is een Nigeriaanse middenvelder die speelt bij Huragan Waksmund.
Aangezien Westerlo goede contacten heeft met Chelsea FC, kwam hij als jongeman samen met onder anderen Jeffrey Ntuka en Michael Modubi over.
Hij is 1,78 m groot en weegt 68 kg. In het seizoen 2006-2007 speelde hij 13 wedstrijden. In het seizoen 2007-2008 speelde hij 27 wedstrijden, waarin hij 1 keer scoorde - tegen AA Gent.

## Spelerscarrière
| Seizoen   | Club                                | Land        | Competitie            | Wed. | Goals |
| --------- | ----------------------------------- | ----------- | --------------------- | ---- | ----- |
| 2002-2003 | Jeugd - Gowis International         | Nigeria     |                       | 28   | 0     |
| 2003-2005 | Jeugd - Chelsea FC                  | Engeland    | Premier League        | 0    | 0     |
| 2004      | Jeugd - Ajax Cape Town (uitgeleend) | Zuid-Afrika | Premier Soccer League | 27   | 0     |
| 2005      | Jeugd - FC Lyn Oslo                 | Noorwegen   | Tippeligaen           | 23   | 0     |
| 2005-2006 | KVC Westerlo                        | België      | Jupiler Pro League    | 7    | 0     |
| 2006-2007 | KVC Westerlo                        | België      | Jupiler Pro League    | 14   | 0     |
| 2007-2008 | KVC Westerlo                        | België      | Jupiler Pro League    | 29   | 1     |
| 2008-2009 | KVC Westerlo                        | België      | Jupiler Pro League    | 11   | 0     |
| 2009-2010 | KVC Westerlo                        | België      | Jupiler Pro League    | 12   | 0     |
| 2010-2011 | MS Ashdod                           | ISR         | Ligat Ha'Al           | 31   | 1     |
| 2011-2012 | Waasland-Beveren                    | België      | Eerste klasse         | 10   | 0     |
| 2012-2013 | Wisła Kraków                        | Polen       | Ekstraklasa           | 12   | 1     |
| 2013-2014 | Wisła Kraków                        | Polen       | Ekstraklasa           | 36   | 0     |
| 2014-2015 | Wisła Kraków                        | Polen       | Ekstraklasa           | 21   | 1     |
| 2015-2016 | Wisła Kraków                        | Polen       | Ekstraklasa           | 0    | 0     |
|           | Totaal                              |             |                       | 251  | 4     |

3 Czekaj ·
4 Sadlok ·
5 Dudka ·
6 Głowacki  ·
7 Jankowski ·
9 Boguski ·
10 Garguła ·
11 Sarki ·
13 Jovanović ·
14 Stępiński ·
17 Stjepanović ·
18 Semir Štilić ·
21 Burliga ·
22 Buchalik ·
23 Brożek ·
25 Guedes ·
27 Kuczak ·
28 Wójcik ·
29 Zając ·
30 Bieszczad ·
32 Lech ·
34 Uryga ·
37 Bierzało ·
38 Kolanko ·
40 Zając ·
43 Żemło ·
77 Guerrier ·
Coach: Smuda